# Marian Kazimierz Olszewski

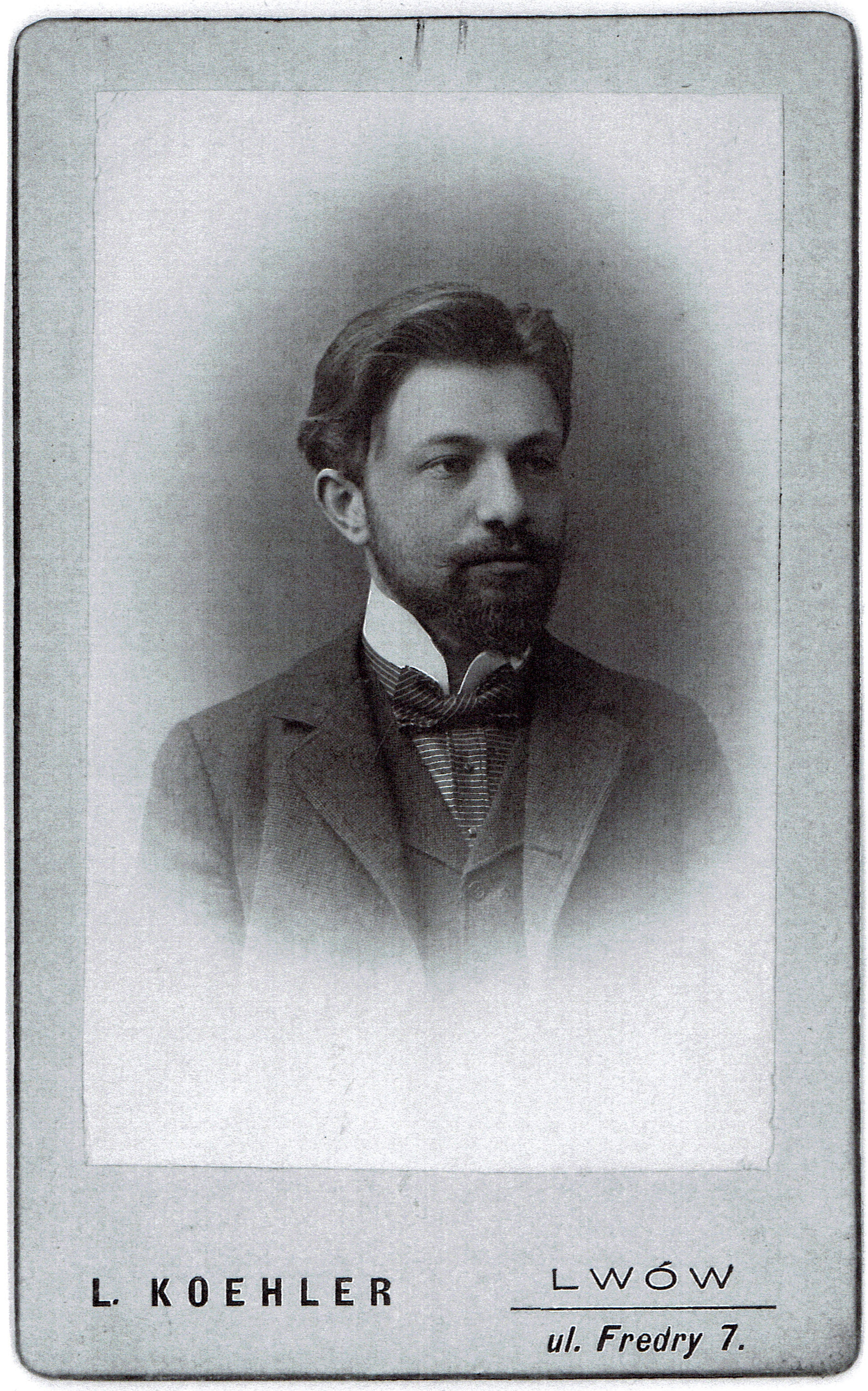
Marian Kazimierz Olszewski

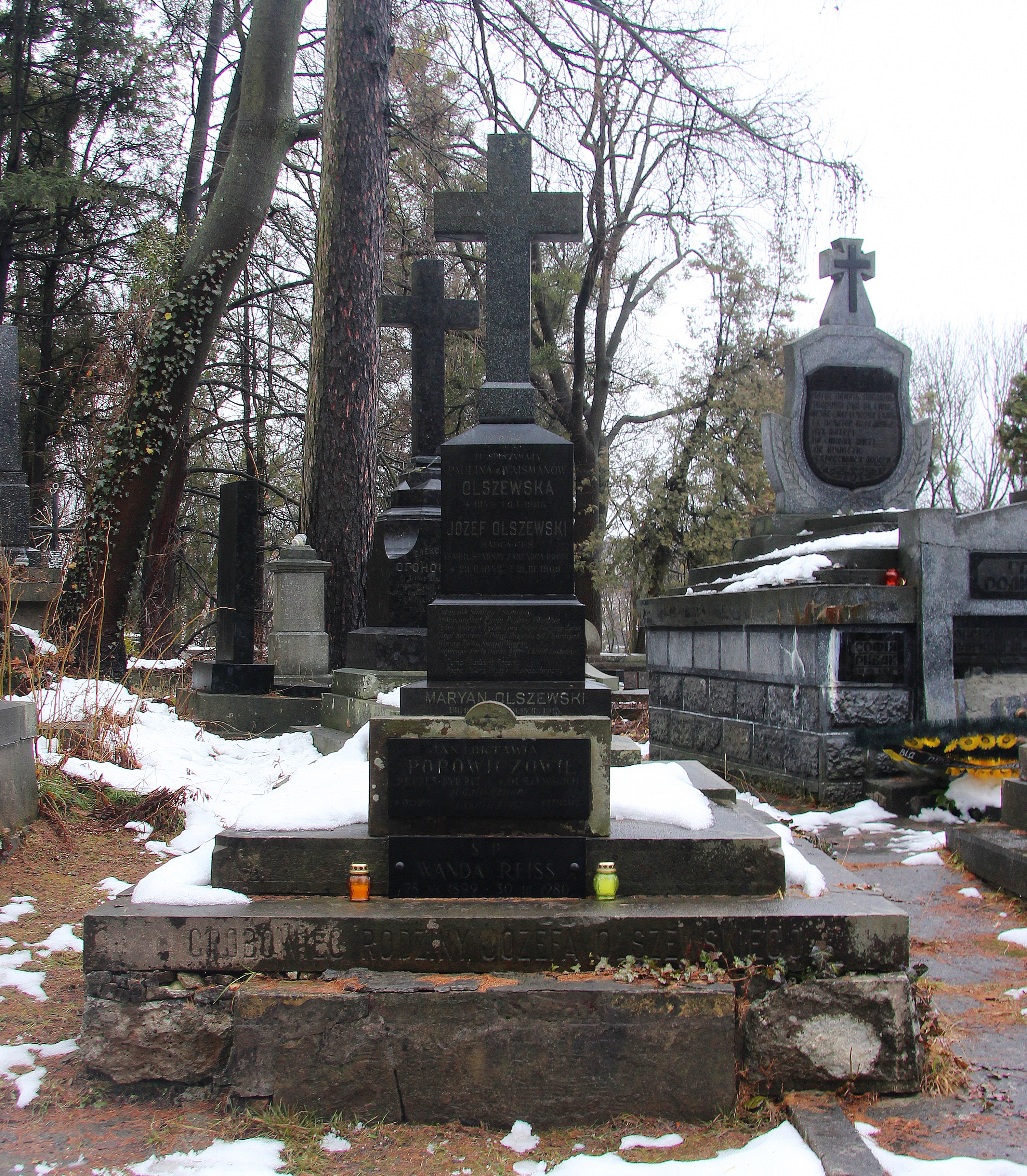

Marian Kazimierz Olszewski herbu Lis (ur. 19 października 1881, zm. 15 marca 1915) – lwowski artysta plastyk, filozof, historyk sztuki, publicysta.

## Życiorys
Syn Józefa, naczelnika poczt lwowskich i Pauliny z Weissmanów, brat Bronisława.  
Od dzieciństwa przejawiał uzdolnienia plastyczne. Po ukończeniu gimnazjum we Lwowie studiował filozofię ścisłą i przyrodę w Monachium (1900), we Lwowie (191 - 2) i w Berlinie (1903) również socjologię oraz ponownie we Lwowie (1904 - 5) filozofię i historię sztuki. Malarstwa uczył się głównie u S. Hollosy'ego na kursie wakacyjnym w Nagy Banya (1899) i w czasie pobytu w Monachium. Nie studiował regularnie lecz pobierał wykłady wg swoich aktualnych zainteresowań, prowadząc równocześnie samodzielne badania w zakresie budzącej wówczas we Lwowie żywe zainteresowanie „psychologicznej analizy wiary" oraz genezy i teorii sztuki stosowanej. A lutym 1902 roku założył na Uniwersytecie Lwowskim Kółko dla Umiejętności Plastycznych, brał również udział w pracach Kółka Filozoficznego. W 1901 roku rozpoczął współpracę jako krytyk sztuki z pismami „Gazeta Lwowska" i „Krytyka", a w roku następnym wykładał w Związku Naukowo-Literackim i w Towarzystwie Powszechnych Wykładów Uniwersyteckich. W roku 1903 odbył podróże do Pragi, Drezna, Berlina i Wrocławia, a w roku 1904 do Düsseldorfu.
Po powrocie do Lwowa został referentem artystycznym „Słowa Polskiego". Przez pewien czas był nauczycielem w Złoczowie. Porzucił jednak stałe zajęcie przeszkadzające mu w studiach uniwersyteckich i dociekaniach nad problemami wiary i etyki.
Olszewski był pod wpływem filozofii Kazimierza Twardowskiego oraz lektury głośnych wówczas pism E. Macha, R. Avenariusa, H. Spencera, J.S. Milla, E. Haeckla, W. Wundta i F.W. Nietzschego. Stał się ateistą. Zajmował stanowisko pozytywistyczne, a w pracach opierał się na teorii ewolucji. Siłę i postęp widział w działaniu zbiorowym, we własnym dorobku ludzi i ich współpracy. Książka Olszewskiego „Droga sugerowanego optymizmu" (Lwów 1905, z ozdobnikami i o układzie graficznym autora) stanowi filozoficzne uzasadnienie postawy etycznej zmierzającej do życia pełnego czynu, pracy konsekwentnej, twórczej. Publikacja spotkała się z żywym oddźwiękiem w życiu naukowym i kulturalnym Lwowa, podobnie jak jego wykłady z zakresu filozofii, etyki i metody krytyki artystycznej w Towarzystwie Filozoficznym, którego był członkiem. Odzwierciedleniem tego stanowiska w malarstwie Olszewskiegoo są obrazy: „Chrystus i Nietzsche", „Zmierzch bogów", „Anioły tej ziemi" oraz wiersz „Święty" (napisany w Monachium w 1908 roku, a opublikowany w lwowskiej „Gazecie Wieczornej" 24.12.1912):
„Po trzykroć wielki jest i święty,
który życia swego torem,
poprzez walki nędze i odmęty,
innym ziemi aniołom jest wzorem,
z którego zwycięstw kryształowej czary
spływa ożywczy napój wiary
na aniołów zbłąkanych tłum szary".
W roku 1905 firma H. Altenberg zaprosiła Olszewskiego do współpracy przy zamierzonym wydawnictwie „Kultura polska". Do realizacji tego przedsięwzięcia jednak nie doszło. Przygotowana przez Olszewskiego obszerna monografia o Władysławie Podkowińskim nie została wydana (fragment wydrukowano w „Naszym Kraju" w 1908 roku, nr 8-9, rkp w Bibliotece Narodowej: Akc.9388)
W 1905 roku Olszewski zainicjował sprawę utworzenia Miejskiej Galerii Sztuk Pięknych we Lwowie, w której z czasem znalazły się też jego prace, a która dziś jest słynną Galerią Lwowską. Dmitrij Szelest w „Lwowskiej Galerii Obrazów. Malarstwo Polskie" wydanej przez warszawską oficynę wydawniczą Auriga pisze: „W roku 1940 udało się zakupić kilka doskonałych obrazów od prywatnych właścicieli (...). Lwowski malarz Bronisław Olszewski przekazał kilka swoich prac oraz dzieła, głównie różnorodne szkice, swego brata Mariana Olszewskiego".

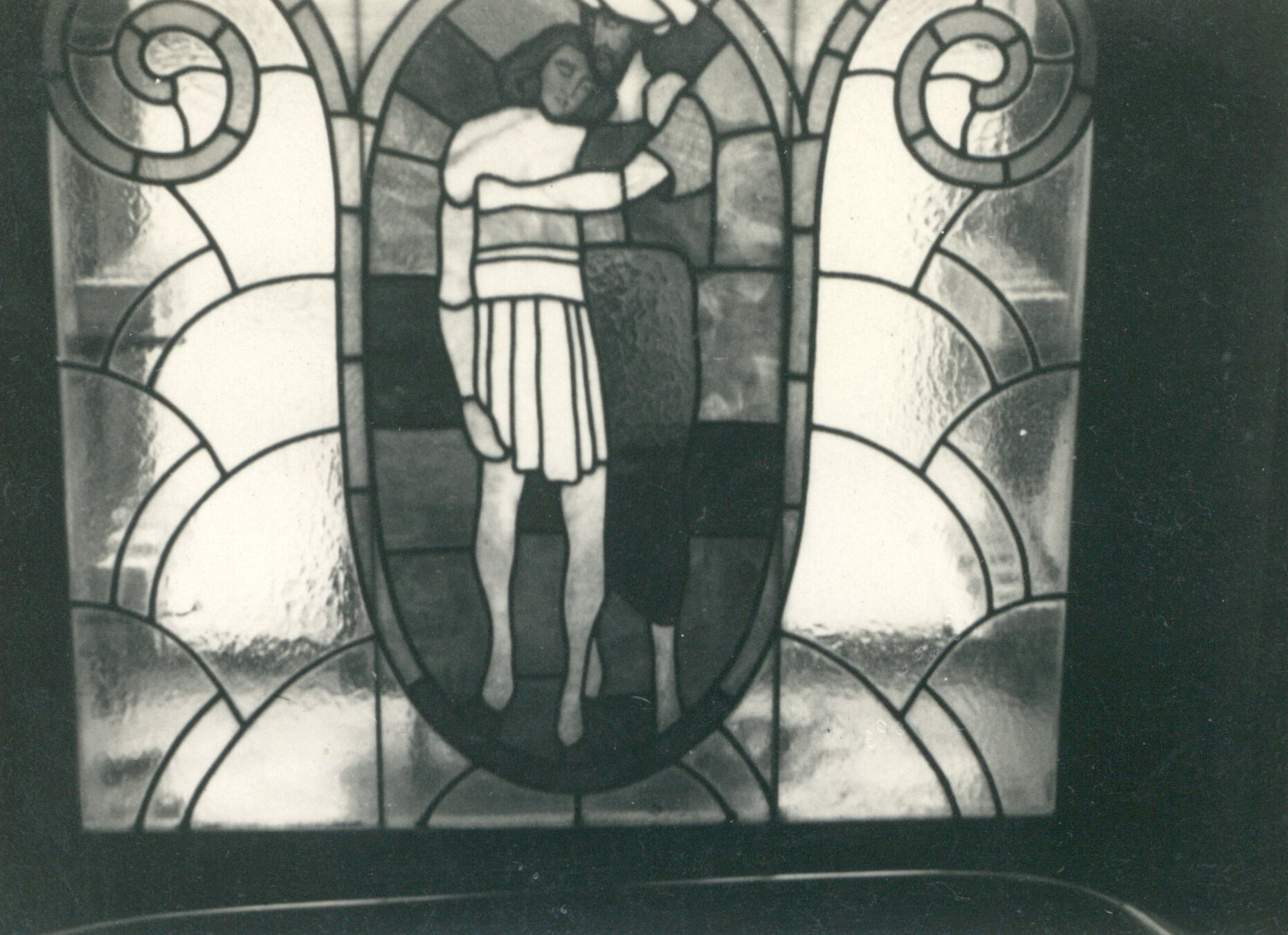

W kwietniu 1906 roku została zorganizowana przez Olszewskiego wystawa dzieł Artura Grottgera w Muzeum Przemysłowym, dla której Olszewski opracował katalog („Katalog wystawy dzieł..." Lwów 1906, 2. wyd. z „Dodatkiem do katalogu wystawy...). Miesiąc później wyjechał do Lovrany. Wykonał tam projekt grobowca hetmana Stanisława Żółkiewskiego dla kościoła w Żółkwi. Dużo rysował, malował (pejzaże), pisał wiersze m.in."Końcenś wszystkiego dla mnie i początkiem. Tam powstało kilka wersji symbolicznej kompozycji „Chrystus i Nietzsche". Pracował też nad „Teorią malarstwa" i „Metodą naukowej krytyki malarskiej". Prace te nie zostały ukończone. Zawarte w „Teorii malarstwa" rozważania opublikował w rozprawie „Z psychofizjologii malarstwa" („Przegląd Filozoficzny" 1907,X). Uważał, że krytyka malarstwa powinna się opierać na wszechstronnie i należycie ukształtowanej teorii malarstwa, a więc obejmować badania w zakresie techniki, formy i treści dzieła oraz indywidualności artysty ujmowanej w oparciu o prawa fizjologii i psychologii.

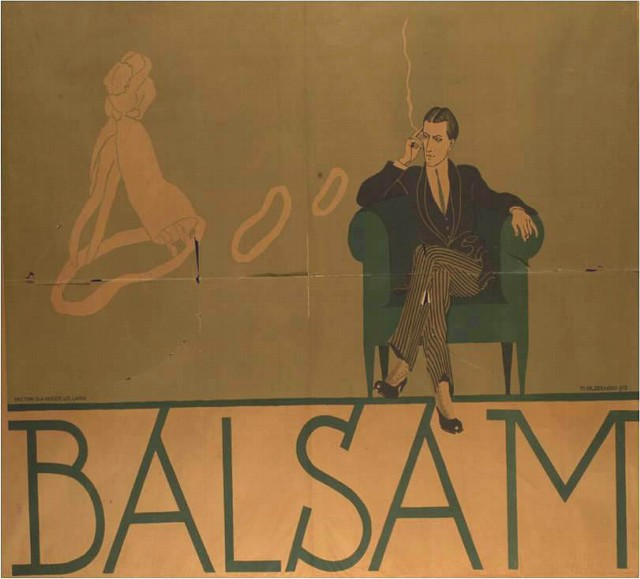
Plakat "BALSAM"

W listopadzie 1906 roku objął asystenturę w Muzeum Sztuki Stosowanej we Lwowie; w pracę muzealną włożył wiele energii i umiejętności. Prowadził wykłady w dwóch cyklach: „Wstęp do teorii malarstwa" oraz „Dzieje malarstwa polskiego". Broszura Olszewskiego „Quousque tandem..." (Lwów 1907), w której autor wystąpił z krytyką zakupu obrazów (falsyfikatów i bez wartości artystycznej zakupionej za gigantyczną kwotę trzystu tysięcy koron) do Galerii Sztuk Pięknych i polityki gromadzenia zbiorów przez tę instytucję wstrząsnęły opinią Lwowa. Olszewski musiał opuścić pracę w Muzeum. Pełen goryczy (co znalazło wyraz w jego poezji: „Sam sobie zgotowałem los", i „Testament serca") Wyjechał ze Lwowa. Ale już miesiąc później wygłosił w Krakowie odczyt o Janie Stanisławskim (broszurowe wydanie, Kraków 1907).
W roku 1907 nakładem księgarni D.E. Friedleina pojawiła się w Krakowie pierwsza część „Rozwoju polskiego malarstwa. Od baroku do Matejki" autorstwa Olszewskiego, licząca blisko 200 stron, opatrzona fotografiami niektórych dzieł. W 1908 roku wyjechał do Monachium. Przebywając tam pewien czas pisał wierszowany pamiętnik, poezje i sprawozdania z wystaw.
Po powrocie do Lwowa nadal zajmował się pracą publicystyczną i wygłaszał odczyty. Współpracował z pismami „Widnokręgi" (1911) i „Gazeta Wieczorna" (1911 - 14): dla „Panoramy" projektował układy graficzne, reklamy, inseraty. Namalował wiele obrazów olejnych, w których zwracał uwagę przede wszystkim na aspekty malarskie i dekoracyjne („Portret siostry - Oktawii Popowiczowej, „Portret brata - Bronisława", „Samotnik i samiczka", „Sąd Parysa", „Portret pani Dz.", „Portret podwójny". W akwareli przedstawiał pejzaże i martwe natury. Dużo szkicował (portrety, typy lwowskie i kawiarniane), rzeźbił (Tur z jeźdźcem) i projektował nagrobki. Wykonał projekty inscenizacji „Judyty" Hebbla oraz kurtynę (1909) dla lwowskiego teatru „Variete Casino de Paris" (zaginęła). Wiele uwagi poświęcał sztuce stosowanej: projektował plakaty, reklamy, pocztówki, ekslibrisy, wywieszki ślusarskie, kilimy, okładki, ilustrował też książki: m.in. Leopolda Staffa „Wawrzyny" (Lwów 1912), Henryka Zbierzchowskiego „Danga" (Lwów 1912), zdobił i ilustrował podręczniki szkolne np. „Ćwiczenia niemieckie dla klasy pierwszej szkół średnich" L. Germana i K. Petelenza, „Czytania polskie" M. Reitera. Wydał broszurę „Rozgłos" (Lwów 1912) reklamującą własne prace użytkowe.
W linorytach posługiwał się czarną płaszczyzną usytuowaną na białym tle (Rozmowa lilii, Mieszczki lwowskie i cierpliwy mąż, Czytająca - 1912). Upodabnia to, widoczne także w jego plakatach i ilustracjach, do grafik angielskich i francuskich. W barwnych linorytach przedstawia pejzaże.
W roku 1912 odbył podróż do Anglii czego owocem było kilka interesujących litografii utrwalających wspomnienia ze statku (teka: „ Marian Olszewski" Lwów 1913).
Olszewski robił również dekoracje wnętrz i projekty architektoniczne (gmach „Sokoła" w Złoczowie, domek ogrodnika w Niemirowie). Dla Zakładów Kąpielowych w Niemirowie, Truskawcu i Rymanowie zaprojektował meble i uniformy dla służby kąpielowej. Zaprojektował witraże dla kościoła w Olesku oraz dla V Gimnazjum (dwie Madonny) i apteki Ettingera we Lwowie (Samarytanin, Samarytanka). Dla tej apteki wykonał również wywieszkę „Anioł zdrowia", mozaikę i dekorację ścian zewnętrznych. Był sekretarzem w Towarzystwie Upiększania Lwowa angażując się w tę działalność. Rok 1911 był dla niego okresem niezwykłej aktywności: na zjeździe konserwatorów Towarzystwa Upiększania Kraju wygłosił w Krakowie referat pt. „Symetria i asymetria w architekturze", następnie wraz z kilkoma architektami założył we Lwowie Towarzystwo Sztuki Stosowanej „Zespół" i został jego prezesem. Brał udział w czterech wystawach „Zespołu", wystawił też swoje obrazy w Towarzystwie Sztuk Pięknych w Krakowie. Po wybuchu pierwszej wojny światowej pozostał we Lwowie gdzie organizował pomoc humanitarną dla uchodźców, czuwał nad mieniem rodzin, które uciekły, niedojadał i nie oszczędzał się. Po przebytym w czasach szkolnych tyfusie liczył się z odpornością dlatego podczas wybuchu epidemii tej choroby włączył się aktywnie w opiekę nad chorymi w szpitalu. Jednak wyczerpany nadmiarem obowiązków, które wziął na siebie nie oparł się chorobie. W lutym 1915 roku trafił do szpitala polowego gdzie z powodu złych warunków i zimna do tyfusu dołączyło się zapalenie płuc. Zmarł 15 marca 1915 roku w wieku 34 lat. Został pochowany na Cmentarzu Łyczakowskim.
Spuściznę po nim przejął jego starszy brat - Bronisław Olszewski, także malarz i krytyk sztuki zamieszkały w Krakowie. Uporządkował ją, opisał i w zarysie opracował. Polski Słownik Biograficzny podaje, że „w 1939 roku przekazał ponad 200 obrazów do Miejskiej Galerii we Lwowie, ponad dwa tysiące rysunków, akwarel i ponad 60 szkicowników nabyła po wojnie Biblioteka Ossolineum we Wrocławiu". Prof. Przemysław Olszewski po śmierci swojego ojca - Bronisława przejął spuściznę po obu malarzach i w roku 1963 zorganizował ogromną wystawę prac (malarstwo i rysunek) ojca i stryja w pięknej scenerii zamku reszelskiego (na Warmii). Wiele obrazów odrestaurował, czemu poświęcił wiele lat zanim oddał 173 obrazy do nowo powstającego Muzeum Podkarpackiego w Krośnie gdzie obecnie się znajdują. Spora część pozostała jednak w rękach rodziny. Tradycja zachowania w pamięci i eksponowania spuścizny sięgnęła kolejnego pokolenia: Irena Olszewska (wnuczka Bronisława) zorganizowała wystawę dorobku artystycznego rodziny w Klubie Akademickim „Baccalarium" przy Uniwersytecie Warmińsko-Mazurskim w Olsztynie w roku 2004 i wystawę Braci Olszewskich w Galerii Rynek Miejskiego Ośrodka Kultury w Olsztynie.

## Wybrane prace
- Marian Kazimierz Olszewski - Portet siostry Oktawii Popowicz (olej na płótnie 85x65 cm 1907 r.)
- Marian Kazimierz Olszewski - Portret brata Bronisława (olej na tekturze 45x30 cm)
- Marian Kazimierz Olszewski - Portet góralki (olej na płótnie 55x40 cm)
- Marian Kazimierz Olszewski - Czytający podróżny (litografia 31x19 cm)
- Marian Kazimierz Olszewski - Trzy przykłady drobnych prac
- Marian Kazimierz Olszewski - Bez tytułu 21x11 cm
- Marian Kazimierz Olszewski - Bez tytułu